# He Zhuoqiang
He Zhuoqiang (chinesisch 何灼强, Pinyin Hé Zhuóqiáng; * 12. Januar 1967 in Nanhai, Provinz Guangdong, Volksrepublik China) ist ein ehemaliger chinesischer Gewichtheber. Er war 1987 und 1989 Vize-Weltmeister und 1988 Gewinner einer olympischen Bronzemedaille jeweils im Fliegengewicht.

## Werdegang
He Zhuoqiang begann 1980 in der Nanhai Junior-Sportschule mit dem Gewichtheben. 1981 wechselte er in das Provinzteam von Guangdong und fand 1986 Aufnahme in die chinesische Nationalmannschaft der Gewichtheber. Trainiert wurde er von Li Shen. Bei einer Größe von nur 1,50 Metern startete er dabei als Erwachsener immer im Fliegengewicht (damals bis 52 kg Körpergewicht).
Im Jahre 1985 siegte er bei den chinesischen National-Spielen der Junioren und wurde im gleichen Jahr auch schon chinesischer Meister der Senioren, jeweils im Fliegengewicht. Im Jahre 1986 wurde er in Seoul Sieger bei den Asien-Spielen. Er verwies dabei im Fliegengewicht Kazushito Manabe aus Japan u. G. Muthuswamy aus Indien auf die Plätze 2 und 3. Danach nahm er an der Junioren-Weltmeisterschaft in Donaueschingen teil und gewann dort den Titel mit 252,5 kg (115–137,5) im Zweikampf. Dabei stellte er mit 116 kg im Reißen auch seinen ersten Weltrekord auf. Er wurde dann auch noch bei der Weltmeisterschaft 1986 der Senioren in Sofia eingesetzt und erzielte dort im Fliegengewicht im Zweikampf 247,5 kg (112,5–136). Damit kam er auf den 4. Platz. Mit seiner Leistung im Reißen wurde er Vize-Weltmeister in dieser Disziplin.
Bei der Weltmeisterschaft des Jahres 1987 in Ostrava erreichte er 260 kg (112,5–147,5) und musste sich dem Bulgaren Sewdalin Marinow, der 262,5 kg (115–147,5) erzielte, knapp geschlagen geben. Im Stoßen wurde er mit seiner Leistung von 147,5 kg Weltmeister, weil er etwas leichter war als Marinow, der die gleiche Leistung erzielt hatte. In einem zusätzlichen vierten Versuch im Stoßen verbesserte er dort den Weltrekord auf 153 kg. Im November 1987 siegte He Zhuoqiang bei den chinesischen National-Spielen in Shilong mit 265 kg (117,5–147,5). Diese Zweikampfleistung war, wie auch die Leistung im Reißen mit 117,5 kg, neuer Weltrekord.
1988 vertrat He Zhuoqiang China bei den Olympischen Spielen in Seoul. Er erzielte dort im Zweikampf 257,5 kg (112,5–145) und gewann mit dieser Leistung die Bronzemedaille hinter Sewdalin Marinow, 270 kg (120–150) und Chun Byung-Kwan, Südkorea, 260 kg (112,5–147,5).
Im Jahre 1989 wurde er in Athen im Fliegengewicht mit einer Zweikampfleistung von 262,5 kg (117,5–145) erneut Vize-Weltmeister hinter dem Bulgaren Iwan Iwanow, der 272,5 kg (117,5–155) erzielte und in späteren Jahren sowohl als Aktiver als auch als Trainer als Doper entlarvt wurde. 1990 wurde He Zhuoqiang in Peking dann noch einmal Sieger bei den Asien-Spielen vor seinem Landsmann Zhang Shoulie und Kim Myon-sik aus Nordkorea.
Danach war He Zhuoqiang bei keinen internationalen Meisterschaften mehr am Start. Er war in China aber noch bis zum Jahre 1994 aktiv, ohne sich bei den Meisterschaften noch ganz vorne platzieren zu können.

## Internationale Erfolge
| Jahr | Platz  | Wettbewerb                    | Gewichtsklasse | |
| 1986 | 1.     | Asien-Spiele in Seoul         | Fliegen        | vor Kazushito Manabe, Japan und G. Muthuswamy, Indien |
| 1986 | 1.     | Junioren-WM in Donaueschingen | Fliegen        | mit 252,5 kg (115–137,5), vor Lo Hyo-Nil, Nordkorea, 237,5 kg (100–137,5) u. Zhang Shoulie, China, 235 kg (110–125)                                                           |
| 1986 | 4.     | WM in Sofia                   | Fliegen        | mit 247,5 kg (112,5–135), hinter Sewdalin Marinow, Bulgarien, 257,5 kg (112,5–145), Jacek Gutowski, Polen, 252,5 kg (115–137,5) u. Alexej Kolokolzew, UdSSR, 250 kg (110–140) |
| 1987 | 1.     | Asien-Meisterschaften         | Fliegen        | dabei im Reißen mit 115 kg Weltrekord erzielt |
| 1987 | 2.     | WM in Ostrava                 | Fliegen        | mit 260 kg (112,5–147,5), hinter Sewdalin Marinow, 262,5 kg (115–147,5), vor Jacek Gutowski, 247,5 (112,5–135)                                                                |
| 1988 | Bronze | OS in Seoul                   | Fliegen        | mit 257,5 kg (112,5–145), hinter Sewdalin Marinow, 270 kg (120–150) u. Chun Byung-kwan, Südkorea, 260 kg (112,5–147,5)                                                        |
| 1989 | 2.     | WM in Athen                   | Fliegen        | mit 262,5 kg (117,5–145), hinter Iwan Iwanow, Bulgarien, 272,5 kg (117,5–155), vor Traian Cihărean, Rumänien, 260 kg (115–145)                                                |
| 1990 | 1.     | Asien-Spiele in Peking        | Fliegen        | vor Zhang Shoulie, China u. Kim Myong-Sik, Nordkorea |

## WM-Einzelmedaillen
- WM-Goldmedaillen: 1987/Stoßen – 1989/Reißen
- WM-Silbermedaillen: 1986/Reißen – 1987/Reißen
- WM-Bronzemedaillen: 1989/Stoßen

## Nationale Erfolge
(soweit bekannt)
| Jahr | Platz | Wettkampf                                | Gewichtsklasse |                          |
| 1985 | 1.    | chinesische National-Spiele der Junioren | Fliegen        |                          |
| 1985 | 1.    | chinesische Meisterschaft                | Fliegen        |                          |
| 1987 | 1.    | chinesische National-Spiele in Shilong   | Fliegen        | mit 265 kg (117,5–147,5) |
| 1988 | 1.    | chinesische Meisterschaften in Shilong   | Fliegen        | mit 267,5 kg (117,5–150) |

## Erläuterungen
- alle Wettkämpfe im Zweikampf, bestehend aus Reißen und Stoßen,
- OS = Olympische Spiele,
- WM = Weltmeisterschaften,
- Fliegengewicht, damals bis 52 kg Körpergewicht

## Weltrekorde
| Datum      | Ort            | Disziplin | Gewichtsklasse | Leistung |
| 26.5.1986  | Donaueschingen | Reißen    | Fliegen        | 116 kg   |
| 17.4.1987  | Ageo           | Reißen    | Fliegen        | 116,5 kg |
| 6.9.1987   | Ostrava        | Stoßen    | Fliegen        | 153 kg   |
| 22.11.1987 | Shilong        | Reißen    | Fliegen        | 117,5 kg |
| 22.11.1987 | Shilong        | Zweikampf | Fliegen        | 265 kg   |
| 16.6.1988  | Shilong        | Zweikampf | Fliegen        | 267,5 kg |
| 16.8.1988  | Shilong        | Reißen    | Fliegen        | 119 kg   |
| 16.8.1988  | Shilong        | Reißen    | Fliegen        | 119,5 kg |

| Personendaten    | Personendaten                                             |
| ---------------- | --------------------------------------------------------- |
| NAME             | He, Zhuoqiang                                             |
| ALTERNATIVNAMEN  | 何灼强 (chinesisch); Hé, Zhuóqiáng (Pinyin-Romanisierung) |
| KURZBESCHREIBUNG | chinesischer Gewichtheber                                 |
| GEBURTSDATUM     | 12. Januar 1967                                           |
| GEBURTSORT       | Nanhai, Provinz Guangdong                                 |